# Südbest

Logo von Südbest

SüdBest war ein Vorteils- und Kundenbindungsprogramm in Baden-Württemberg. Initiiert wurde SüdBest von der EnBW Energie Baden-Württemberg AG als Nachfolger der Energia-Karte. Verantwortlich für die Steuerung des Programms war die SüdBest GmbH in Stuttgart. Bei verschiedenen Geschäften, Unternehmen, Dienstleistern sowie öffentlichen Einrichtungen und Kommunen in Baden-Württemberg konnten Verbraucher mit der SüdBest-Karte Bonuspunkte sammeln.
Ein Ziel von SüdBest war es nach eigenen Angaben auch, soziale und kulturelle Projekte in Baden-Württemberg zu fördern.
Nach Angaben der SüdBest GmbH nutzten rund 350.000 Menschen die Karte. Ungefähr 3.000 Programmpartner beteiligten sich an dem Kundenbindungsprogramm.
Zum 31. Dezember 2009 wurde das SüdBest-Programm ersatzlos eingestellt. Laut Unternehmen war „eine Weiterführung angesichts der Situation am Kundenkartenmarkt nicht vertretbar“.